# Списький Штявник
Списький Штявник або Списький Щавник, Списький Штьявник (словац. Spišský Štiavnik) — село в Словаччині, Попрадському окрузі Пряшівського краю.
Уперше згадується у 1246 році.
У селі є готичний римо-католицький костел з кінця 14 століття, перебудований у 18 столітті в стилі бароко та садиба з 16—17 ст. в стилі ренесансу.

## Географія
Розташоване в північній Словаччині в грабені верхнього Горнаду приблизно 8 кілометрів на південний схід від Попраду. Протікає Ґановський потік.

## Населення
| Рік:            | 1994. | 2004.    | 2014.    | 2024.   |
| --------------- | ----- | -------- | -------- | ------- |
| Кількість осіб: | 1863  | 2142     | 2756     | 2826    |
| Різниця:        |       | +14,97 % | +28,66 % | +2,53 % |

| Рік:            | 2023. | 2024.   |
| --------------- | ----- | ------- |
| Кількість осіб: | 2761  | 2826    |
| Різниця:        |       | +2,35 % |

У селі проживає 2428 осіб.
Національний склад населення (за даними останнього перепису населення — 2001 року):
- словаки — 85,34 %,
- цигани — 13,42 %,
- українці — 0,15 %,
- чехи — 0,15 %,
- русини — 0,05 %

Склад населення за приналежністю до релігії станом на 2001 рік:
- римо-католики — 95,49 %,
- греко-католики — 0,40 %,
- православні — 0,20 %,
- протестанти — 0,10 %,
- не вважають себе вірянами або не належать до жодної з вищезгаданих конфесій — 3,62 %